# UGC 5
UGC 5 es una galaxia espiral barrada localizada en la constelación de Piscis.